# Ninnadži
Chrám Ninnadži (japonsky 仁和寺) je velký chrámový komplex na severozápadě Kjóta v Japonsku založený roku 888 vysloužilým císařem Udou.
Od roku 1994 je chrám spolu s několika dalšími památkami v Kjótu zapsán na Seznam světového dědictví UNESCO pod názvem „Památky na starobylé Kjóto“.
Od roku 888 do roku 1869 bylo tradicí, že právě vládnoucí císař posílal svého syna do chrámu Ninnadži jako hlavního kněze, pokud se toto místo uvolnilo.
Většina dnešních budov pochází ze 17. století včetně pětipatrové pagody a sadu trpasličích třešní. V chrámu se nachází mnoho překrásně malovaných ochranných stěn a krásná obezděná zahrada.
Za chrámem je miniaturní verze slavné stezky, po které putují poutníci k 88 chrámům na ostrově Šikoku.

## Fotogalerie

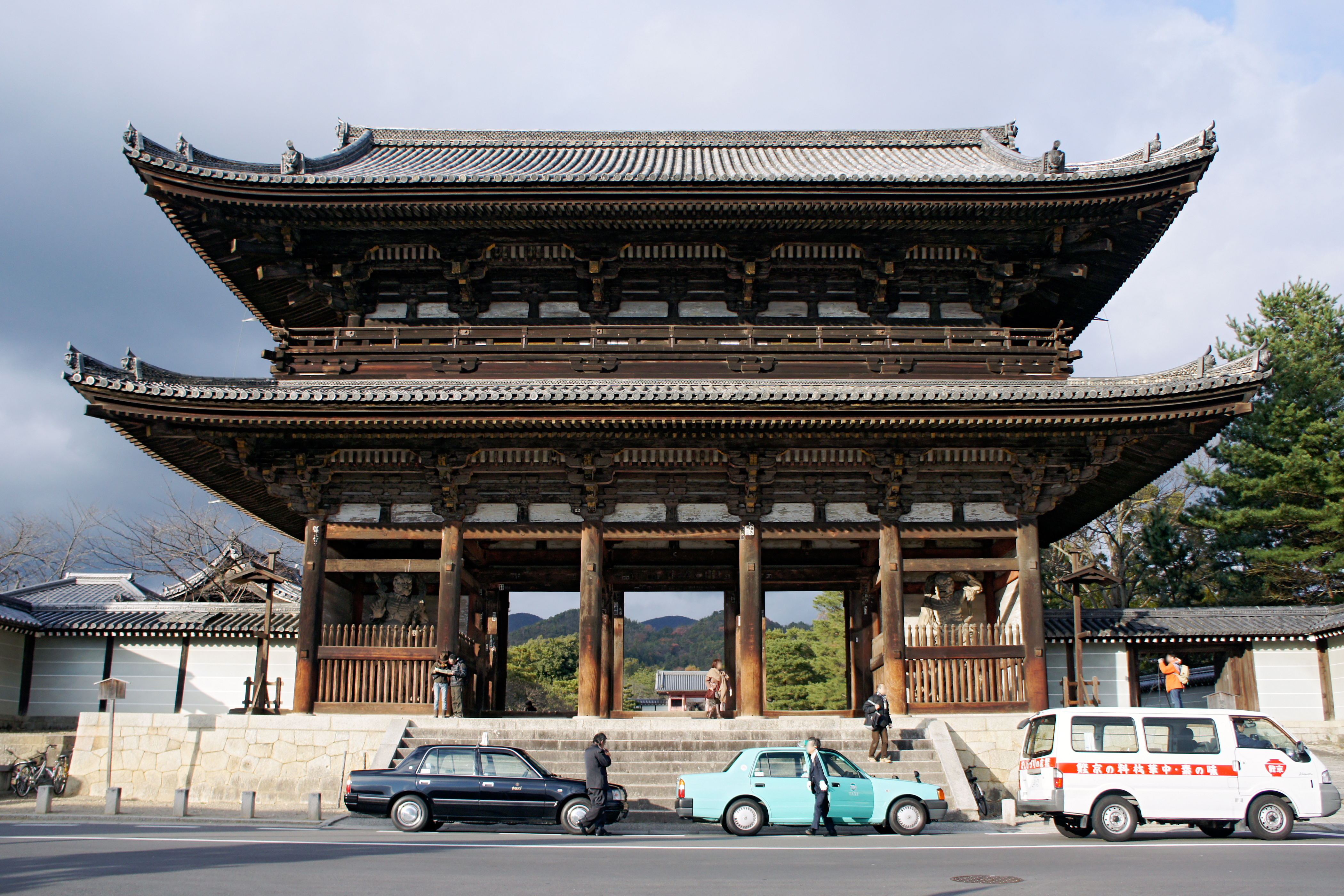
Niomon
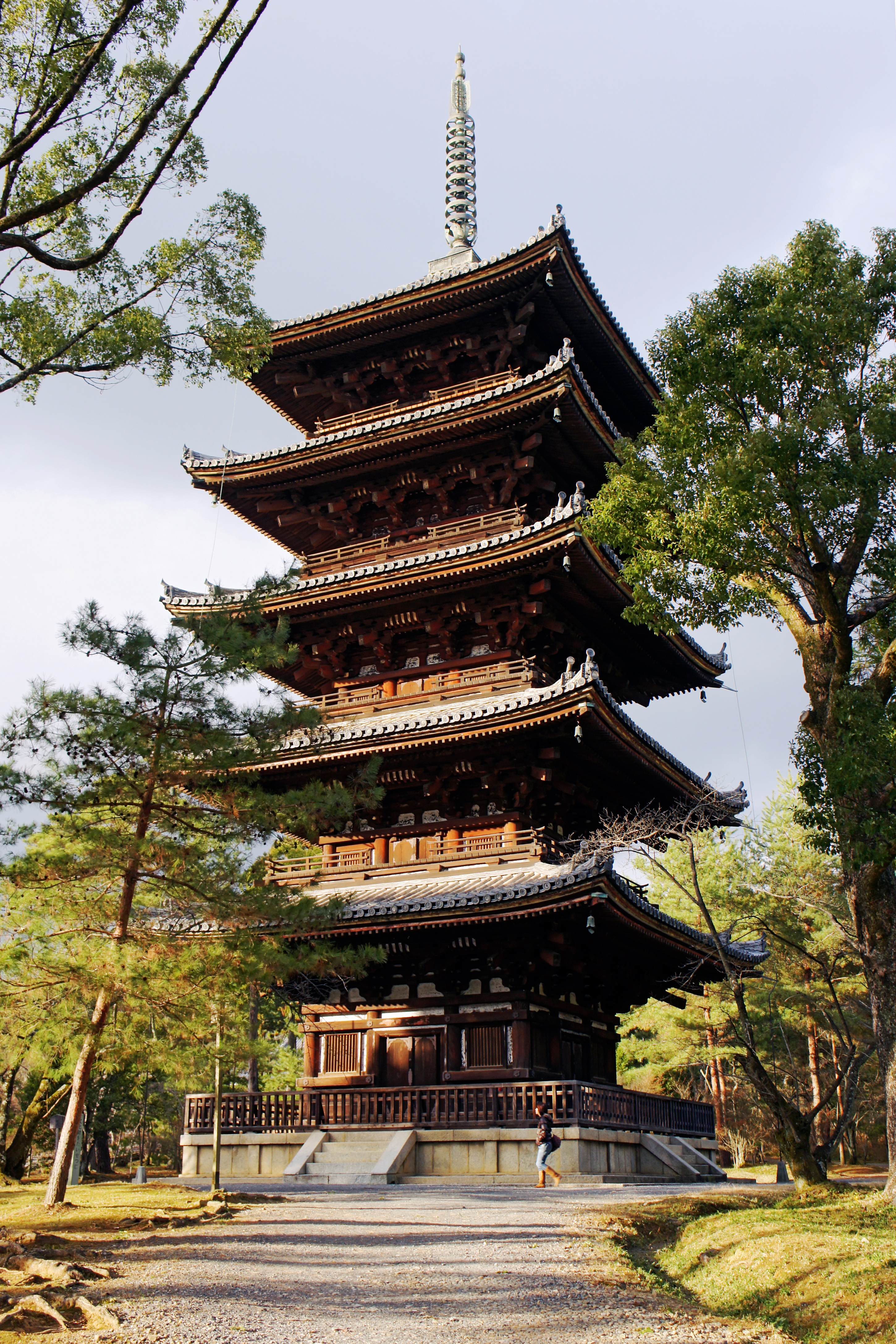
Pagoda chrámu Ninnadži
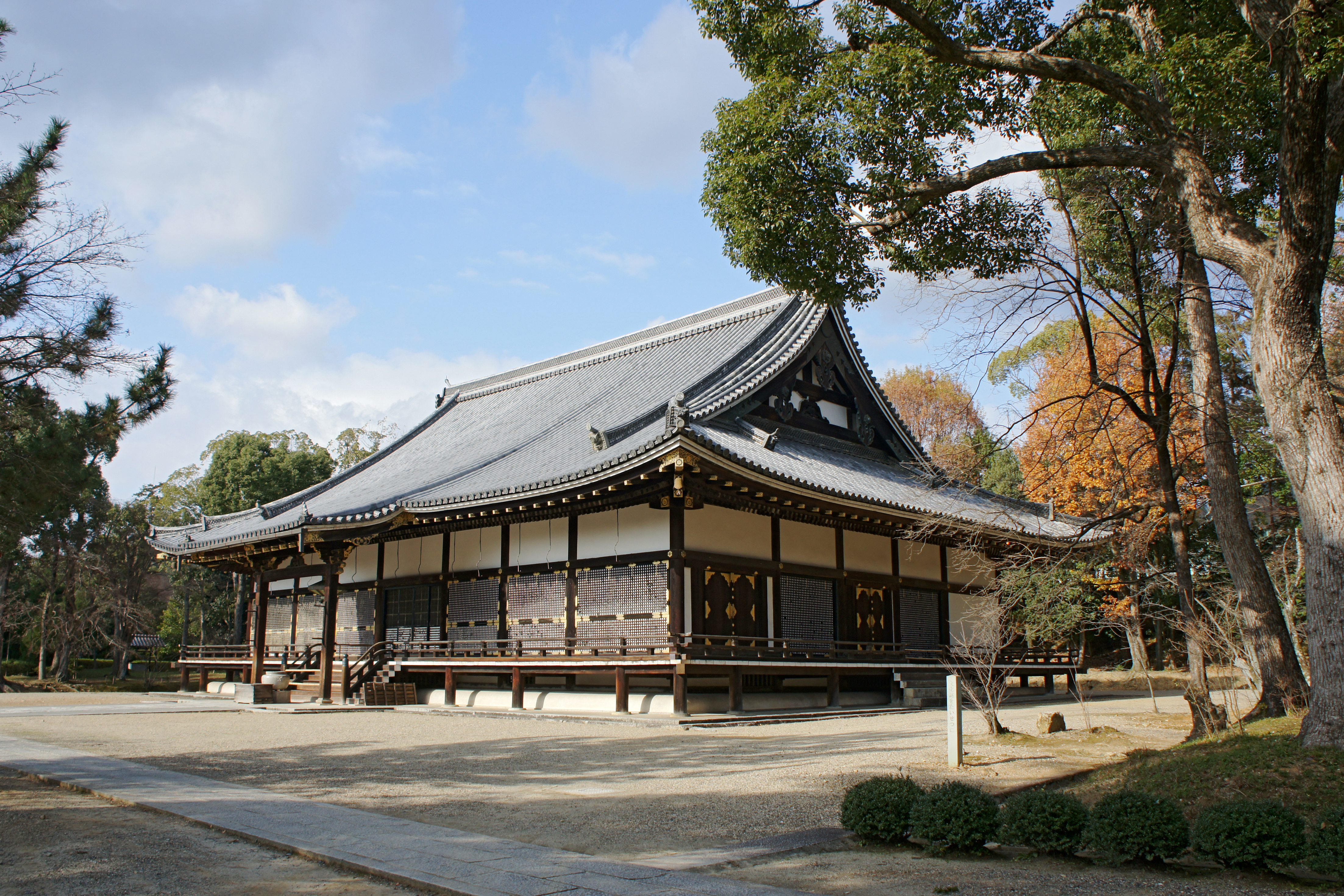
Ninnadži Kondo
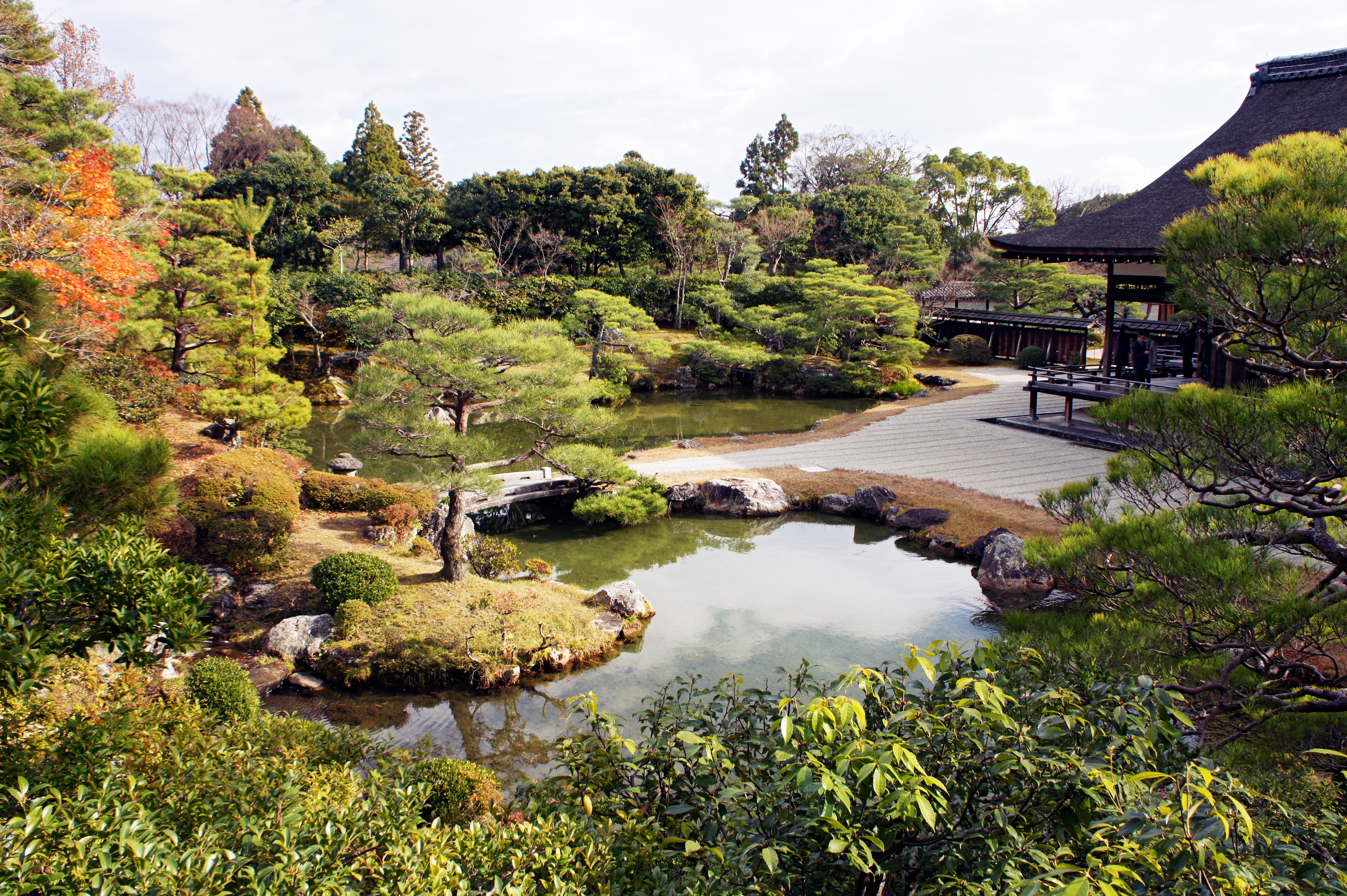
Hokutei